# Ștefan cel Mare, Bacău
Ștefan cel Mare là một xã thuộc hạt Bacău, România. Dân số thời điểm năm 2002 là 7141 người.